# Peda Boddepalle
Peda Boddepalle es una ciudad censal situada en el distrito de Visakhapatnam en el estado de Andhra Pradesh (India). Su población es de 12781 habitantes (2011). Se encuentra a 73 km de Visakhapatnam.

## Demografía
Según el censo de 2011 la población de Peda Boddepalle era de 12781 habitantes, de los cuales 6464 eran hombres y 6317 eran mujeres. Peda Boddepalle tiene una tasa media de alfabetización del 74,25%, superior a la media estatal del 67,02%: la alfabetización masculina es del 82,60%, y la alfabetización femenina del 65,73%.